# 여방오
여방오(余方五, 1928년 2월 13일 ~ 1953년 6월 9일)는 대한민국의 군인으로 쌍용 고지 전투에서 항공 폭격을 유도하다 전사했다.

## 경력
1928년 전라남도 완도군에서 출생하였다. 1952년 1월 18일 육군에 입대하여 군번 0685643의 제12사단 52연대 3대대 9중대 3소대 2분대장으로 복무하였다.
1953년 6월 9일 강원도 소양강과 인제 일대의 쌍용 고지 전투에 참전해 아군의 항공폭격을 유도하고자 항공기가 공중에서 쉽게 식별할 수 있는 대공포판을 메고 직접 조선인민군의 기관총 진지로 뛰어들었다. 죽음을 무릅쓴 여 일등중사의 유도를 받은 공군기는 적 기관총 진지에 화력을 퍼부었다. 조선인민군 기관총 진지는 파괴됐고, 아군은 고지를 탈환했다. 그러나 이 과정에서 여 일등중사는 장렬히 전사했다.
대한민국 정부는 여방오 일등중사의 전공을 기려 1955년 3월 1일 을지무공훈장을 추서하였다.